# Vídeň (loď)
Loď Vídeň je jedním z plavidel, která provozuje Dopravní podnik města Brna (DPMB) v rámci lodní dopravy na Brněnské přehradě. Jedná se o jednu z pěti sesterských lodí, které pro obnovu flotily DPMB postavila firma Jesko CZ v Hlavečníku. Vídeň byla spuštěna na hladinu Brněnské přehrady v roce 2011 pod evidenčním číslem DPMB 4825.

## Historie
Dopravní podnik se v roce 2008 rozhodl pro kompletní obnovu své flotily, jejíž nejmladší loď pocházela z roku 1961. Zakázku na výrobu pěti shodných plavidel vyhrála firma Jesko CZ za celkovou částku 73,915 milionu Kč, tedy 14,783 milionu Kč za jednu loď. V roce 2010 byla dodána první loď Lipsko, další dvě ji následovaly o rok později – jednalo se Utrecht a Vídeň, které nahradily staré lodě Prahu a Bratislavu. Po zkušenostech s provozem Lipska bylo vyhlášeno další výběrové řízení na dodatečné úpravy čtyř vyráběných lodí, jejímž vítězem se 20. ledna 2011 stala opět firma Jesko CZ s částkou 6 119 520 Kč.

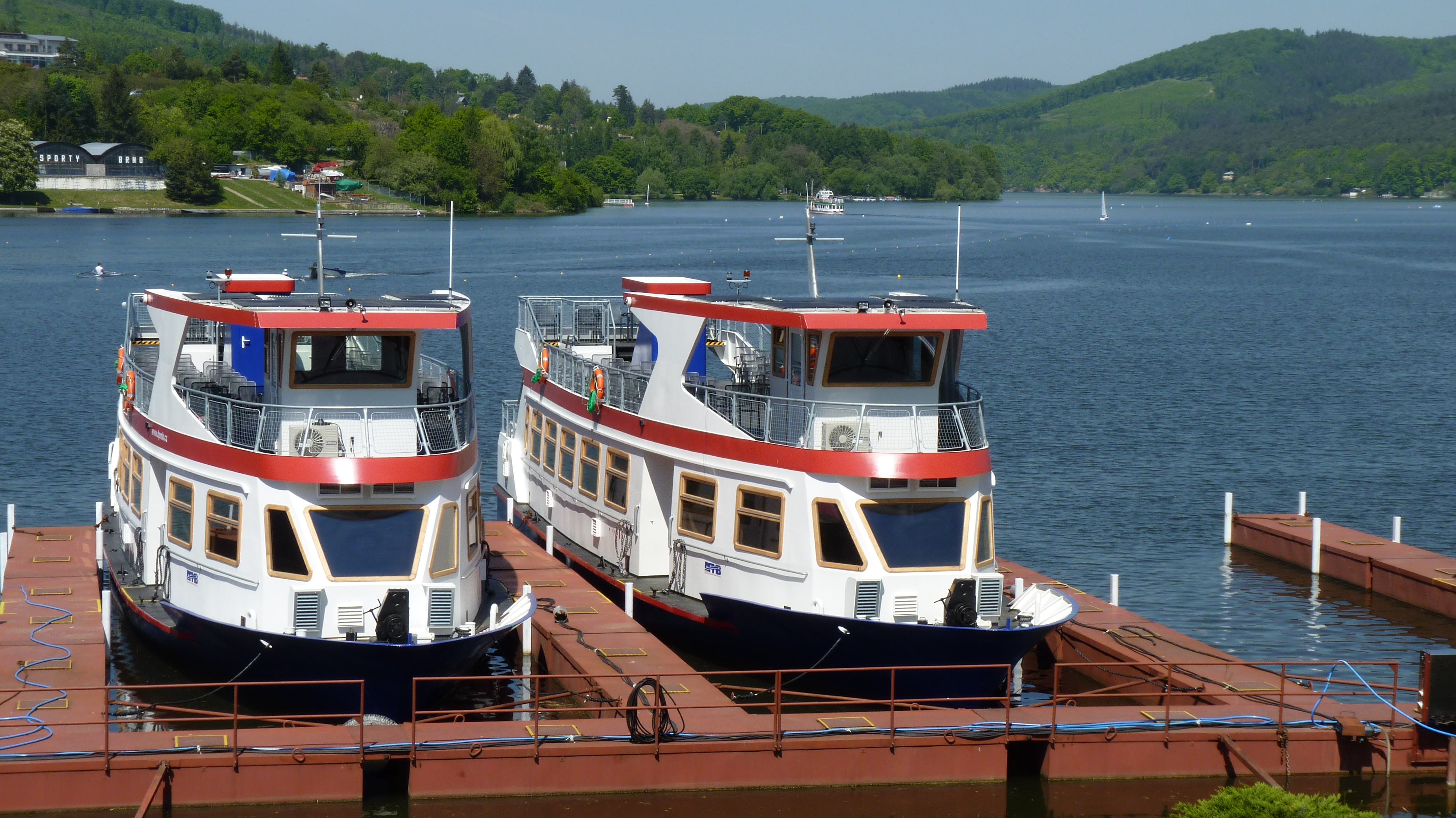
Ještě neoznačené lodě Vídeň (vlevo) a Utrecht (vpravo) ve služebním přístavišti před zařazením do provozu

Trup Vídně byl vyroben ve Lhotce nad Labem a poté přetažent do Hlavečníku, kde bylo plavidlo z větší části dokončeno. Společně s Utrechtem byla na silničním trajleru převezena do Brna, kam po čtyřdenní cestě obě lodě dorazily 31. března 2011. V loděnici DPMB následovala (stejně jako u předchozího Lipska) změna nátěru trupu na tmavě modrý, kompletace lodi (nástavba kormidelny, apod.) a osazení elektrické výzbroje v čele s akumulátory. Na obou bocích lodě byl vytvořeny černé siluety významných staveb Vídně, které je partnerským městem města Brna.
Vídeň byla oficiálně do stavu vozidel DPMB zařazena s evidenčním číslem 4825 dne 29. dubna 2011, nebyla však využívána k pravidelným jízdám. Teprve 14. května 2011, při příležitosti oslav 65. výročí lodní dopravy na Brněnské přehradě a otevření nové výpravní budovy s odbavovacím terminálem v bystrckém přístavišti, bylo plavidlo za účasti rakouského velvyslance a starosty Vídně slavnostně pokřtěno a spuštěno na vodu. Pravidelný provoz na Brněnské přehradě zahájila loď Vídeň dne 16. května 2011.

## Konstrukce
Konstrukčně je Vídeň shodná s předchozí lodí Lipsko. Jedná se o dvoupalubovou loď s asynchronním elektromotorem, který je napájen z olověných akumulátorů. Schodiště na horní (tzv. slunečnou) palubu se nacházejí v zadní části plavidla, uzavřená spodní paluba (včetně WC) je bezbariérová. Kormidelna se nachází v přední části horní paluby. Oproti Lipsku má Vídeň z výroby dodatečné úpravy podle druhého výběrového řízení. Loď byla vybavena příďovým dokormidlovacím zařízením, fotovoltaickými články na střeše kormidelny pro posílení uživatelské baterie, bezpečnostními brankami v hlavních vchodech a náporovými větracími kanály nad čelním oknem dolní paluby. Délka trupu činí 25 m, šířka 6,22 m, hmotnost prázdné lodi 58 t, maximální ponor dosahuje 1,25 m. Plavidlo může plout maximální rychlostí 15 km/h a pojme nejvýše 200 osob.